# Motordrome
Motordrome è il terzo album in studio della cantante danese MØ, pubblicato nel 2022.

## Tracce
1. Kindness – 3:14
2. Live to Survive – 3:04
3. Wheelspin – 2:51
4. Cool to Cry – 2:51
5. Youth Is Lost – 3:45
6. New Moon – 3:14
7. Brad Pitt – 3:01
8. Goosebumps – 3:16
9. Hip Bones – 3:21
10. Punches – 3:26

## Formazione
- MØ – voce
- Jake Braun – violoncello (1)
- SG Lewis – basso, batteria, chitarra, tastiera, programmazione, sintetizzatore (2)
- Rasmus Littauer – programmazione (5), batteria (10)
- Andreas Lund – chitarra (6)
- Josefine Struckmann Pedersen – cori (7)
- Melissa Gregerson – cori (7)
- Ronni Vindahl – chitarra (7)
- August Rosenbaum – piano (8)
- Yangze – piano (8)
- Live Johansson – violoncello (10)
- Karen Johanne Pedersen – violino (10)